# Olympische Sommerspiele 2008/Teilnehmer (Österreich)
| Gelbes Symbol für Goldmedaillen mit stilisierten Olympischen Ringen | Graues Symbol für Silbermedaillen mit stilisierten Olympischen Ringen | Braundes Symbol für Bronzemedaillen mit stilisierten Olympischen Ringen |
| ------------------------------------------------------------------- | --------------------------------------------------------------------- | ----------------------------------------------------------------------- |
| —                                                                   | 1                                                                     | 2                                                                       |

Das Österreichische Olympische Comité (ÖOC) nominierte am 21. Juli 2008 die österreichische Mannschaft für die Olympischen Sommerspiele in Peking. Am 22. Juli 2008 wurde die Mannschaft von Bundespräsident Heinz Fischer vereidigt. Insgesamt reisten 71 Athleten aus Österreich nach Peking. Das größte Aufgebot stellt der Schwimmverband mit zwölf Schwimmern, drei Wasserspringern und zwei Synchronschwimmern, gefolgt von den Seglern und den Beachvolleyball-Mannschaften.

## Flaggenträger
Die Flagge Österreichs wurde während der Eröffnungsfeier von Hans-Peter Steinacher getragen. Er hatte zusammen mit Roman Hagara (Flaggenträger in Athen 2004) bei den Olympischen Sommerspielen 2000 in Sydney und bei den Olympischen Sommerspielen 2004 in Athen die Goldmedaille im Tornado-Segeln gewonnen.

## Medaillen

### Medaillenspiegel
| Medaillenspiegel Österreich |           |                              |                           |                           |        |
| Platz                       | Sportart  | Goldmedaille – Olympiasieger | Silbermedaille – 2. Platz | Bronzemedaille – 3. Platz | Gesamt |
| 1                           | Judo      | –                            | 1                         | –                         | 1      |
| 2                           | Kanu      | –                            | –                         | 1                         | 1      |
| 2                           | Schwimmen | –                            | –                         | 1                         | 1      |
| Gesamt                      | Gesamt    | –                            | 1                         | 2                         | 3      |

### Medaillengewinner

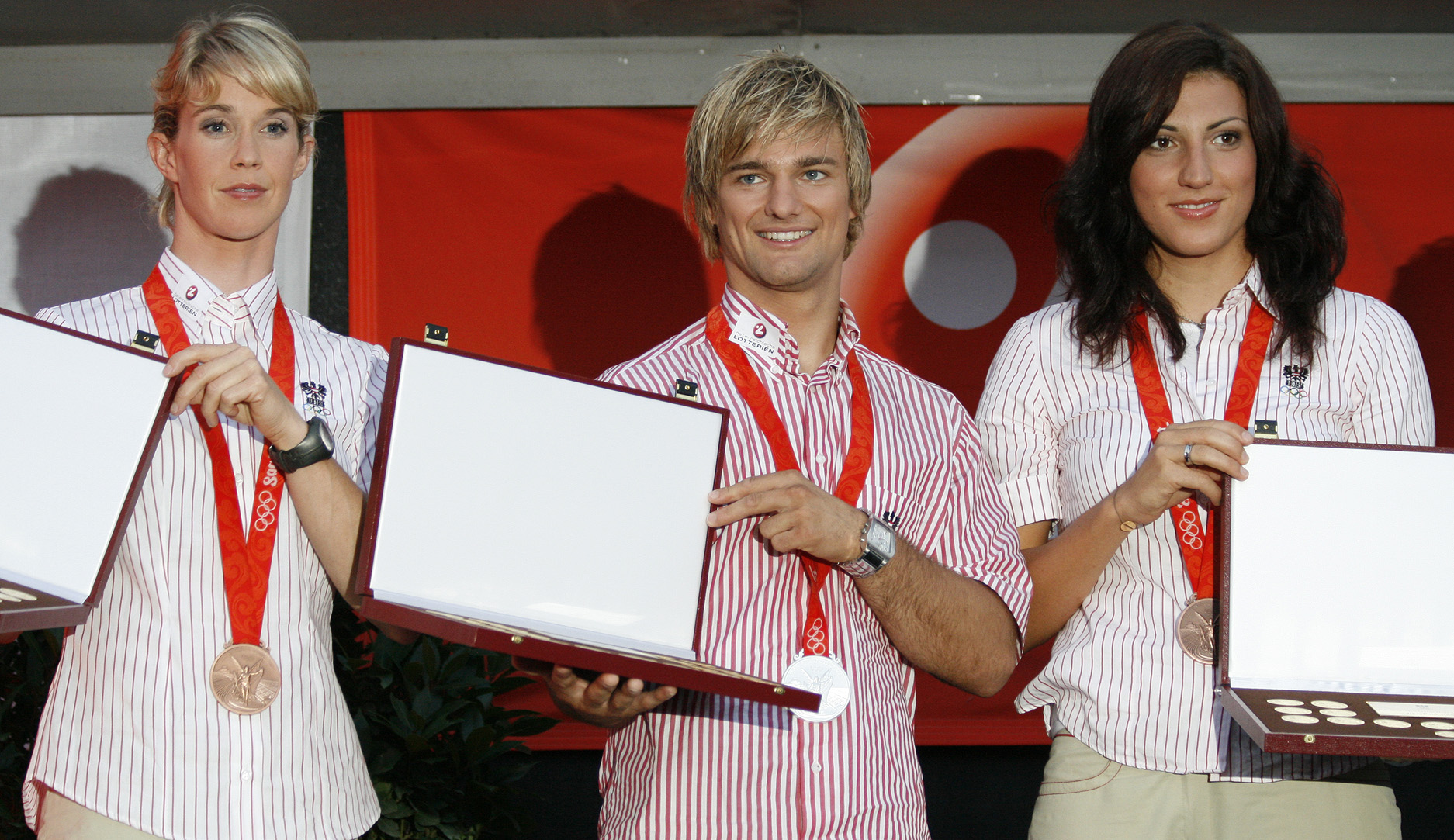
V. l. n. r.: Violetta Oblinger-Peters, Ludwig Paischer und Mirna Jukic mit ihren Medaillen aus Peking

#### Silber
| Ludwig Paischer | Judo | Superleichtgewicht (bis 60 kg) Männer |

#### Bronze
| Violetta Oblinger-Peters | Kanu      | Slalom Kajak-Einer Frauen |
| Mirna Jukić              | Schwimmen | 100 Meter Brust Frauen    |

## Teilnehmer nach Sportart

### Fechten
- Roland Schlosser
Florett, Herren

### Judo
- Sabrina Filzmoser
Frauen, Leichtgewicht (bis 57 kg)
- Claudia Heill
Frauen, Halbmittelgewicht (bis 63 kg)
- Ludwig Paischer
Männer, Superleichtgewicht (bis 60 kg): Silber

### Kanu

#### Kanurennen
- Yvonne Schuring / Viktoria Schwarz
Frauen, Zweier-Kajak 500 m

#### Kanuslalom
- Violetta Oblinger-Peters
Frauen, Kajak-Einer: Bronze
- Helmut Oblinger
Männer, Kajak-Einer

### Leichtathletik
- Eva-Maria Gradwohl
Frauen, Marathon
- Gerhard Mayer
Männer, Diskuswurf
- Günther Weidlinger
Männer, 10.000 m

### Radsport

#### Mountainbike
- Elisabeth Osl
Frauen
- Christoph Soukup
Männer

#### Straße
- Monika Schachl
Frauen, Straßenrennen
- Christiane Soeder
Frauen, Straßenrennen, Einzelzeitfahren
- Christian Pfannberger
Männer, Straßenrennen
- Thomas Rohregger
Männer, Straßenrennen

### Reiten
- Victoria Max-Theurer
Dressur Einzel
- Harald Ambros
Vielseitigkeit Einzel

### Schießen
- Thomas Farnik
Männer, Luftgewehr 10 m, Kleinkaliber Dreistellungskampf 50 Meter
- Mario Knögler
Männer, Kleinkaliber liegend 50 Meter, Kleinkaliber Dreistellungskampf 50 Meter
- Christian Planer
Männer, Luftgewehr 10 m, Kleinkaliber liegend 50 Meter

### Schwimmen
| Männer            | Männer                    |
| ----------------- | ------------------------- |
| David Brandl      | 400 m Freistil            |
| Florian Janistyn  | 1500 m Freistil           |
| Dinko Jukić       | 200 m Schmetterling       |
| Dinko Jukić       | 200 m Lagen               |
| Dinko Jukić       | 400 m Lagen               |
| Dominik Koll      | 200 m Freistil            |
| Dominik Koll      | 400 m Freistil            |
| Hunor Mate        | 100 m Brust               |
| Hunor Mate        | 200 m Brust               |
| Maxim Podoprigora | 200 m Brust               |
| Markus Rogan      | 100 m Rücken              |
| Markus Rogan      | 200 m Rücken              |
| Sebastian Stoss   | 200 m Rücken              |
| David Brandl      | 4 × 200-m-Freistilstaffel |
| Florian Janistyn  | 4 × 200-m-Freistilstaffel |
| Dominik Koll      | 4 × 200-m-Freistilstaffel |
| Markus Rogan      | 4 × 200-m-Freistilstaffel |

| Frauen             | Frauen              | Frauen |
| ------------------ | ------------------- | ------ |
| Nina Dittrich      | 200 m Schmetterling |        |
| Nina Dittrich      | 200 m Lagen         |        |
| Mirna Jukić        | 100 m Brust         | Bronze |
| Mirna Jukić        | 200 m Brust         |        |
| Birgit Koschischek | 100 m Schmetterling |        |
| Birgit Koschischek | 100 m Freistil      |        |
| Jördis Steinegger  | 400 m Lagen         |        |
| Jördis Steinegger  | 200 m Freistil      |        |
| Jördis Steinegger  | 400 m Freistil      |        |
| Jördis Steinegger  | 800 m Freistil      |        |

### Segeln
| Männer                | Männer          |
| --------------------- | --------------- |
| Andreas Geritzer      | Laser           |
| Johann Liedel         | Windsurfen RS:X |
| Florian Reichstädter  | 470er           |
| Matthias Schmid       | 470er           |
| Christian Nehammer    | Star            |
| Hans Spitzauer        | Star            |
| Frauen                |                 |
| Sylvia Vogl           | 470er           |
| Carolina Flatscher    | 470er           |
| Offen                 |                 |
| Nico Delle Karth      | 49er            |
| Niko Resch            | 49er            |
| Roman Hagara          | Tornado         |
| Hans-Peter Steinacher | Tornado         |

### Synchronschwimmen
- Nadine Brandl / Lisbeth Mahn
Frauen, Duett

### Tennis
Nachdem Tamira Paszek am 1. August 2008 bei einem Turnier in Montreal die Weltranglistenerste Ana Ivanović geschlagen hatte, setzten sich sowohl der Österreichische Tennisverband als auch die Internationale Tennis Federation für ihre Nachnominierung ein. Von Seiten des ÖOC wurde das mit der Begründung abgelehnt, die Nominierungsfrist sei bereits verstrichen und Paszeks Leistungen im vergangenen Jahr würden sie nicht für eine Olympiateilnahme qualifizieren. Paszek hatte zwar die internationalen Limits des IOC für die Qualifikation erbracht, nicht aber die strengeren des ÖOC, was allerdings auch für die drei vom ÖOC nach Peking entsandten Tennisspieler galt.
| Männer         | Männer |
| -------------- | ------ |
| Jürgen Melzer  | Einzel |
| Jürgen Melzer  | Doppel |
| Julian Knowle  | Doppel |
| Frauen         |        |
| Sybille Bammer | Einzel |

### Tischtennis
- Veronika Heine; Liu Jia; Li Qiangbing
Frauen, Mannschaft
- Liu Jia; Li Qiangbing
Frauen, Einzel/Mannschaft
- Robert Gardos; Werner Schlager; Chen Weixing; Daniel Habesohn (Ersatz)
Männer, Einzel/Mannschaft

### Triathlon
- Frauen
  - Kate Allen
  - Eva Dollinger
  - Tania Haiböck
- Männer
  - Simon Ágoston

### Turnen

#### Rhythmische Sportgymnastik
- Caroline Weber
Frauen, Einzel

### Volleyball

#### Beachvolleyball
Die Nominierung des Beachvolleyball-Duos Sara Montagnolli/Sabine Swoboda wurde vom ÖOC zurückgezogen, nachdem es ÖOC-Arzt Alfred Engel wegen einer akut gewordenen Rückenverletzung Swobodas ablehnte, die Verantwortung für eventuelle gesundheitliche Schäden zu übernehmen. Der Quotenplatz wurde an das IOC zurückgegeben und ermöglichte die Teilnahme der Schweizerinnen Simone Kuhn/Lea Schwer.
- Doris Schwaiger/Stefanie Schwaiger
Frauen
- Clemens Doppler/Peter Gartmayer
Männer
- Florian Gosch/Alexander Horst
Männer

### Wasserspringen
- Veronika Kratochwil
Damen, 3-m-Brett
- Anja Richter
Damen, Turm
- Constantin Blaha
Herren, 3-m-Brett